# 812
812(팔백십이)는 811보다 크고 813보다 작은 자연수다.

## 수학
- 합성수로, 그 약수는 총 12개다. (1, 2, 4, 7, 14, 28, 29, 58, 116, 203, 406, 812)
  - 812의 진약수의 합은 868이므로, 812는 과잉수다.
- {\displaystyle 812=28\times 29}
  - 연속하는 두 자연수의 곱으로 나타낼 수 있으며, 이 성질을 지닌 앞의 수는 756, 다음 수는 870이다.

## 과학·기술
- NGC 812(영어판): 안드로메다자리 방향에 있는 나선은하.
- 812 아델(영어판): 소행성.
- 페라리 812 슈퍼패스트: 페라리의 GT카.

## 교통

### 항공
- 에어 인디아 익스프레스 812편 활주로 이탈 사고
- 필리핀 항공 812편 공중 납치 사건(영어판)

### 철도
- 수도권 전철 8호선 강동구청역의 역번호.

## 군사
- 812 해군 항공대(영어판): 과거 존재한 영국의 해군 항공대.

## 문화유산
- 대한민국의 보물 제812호: 경복궁 근정문 및 행각

## 기타
- 날짜: 8월 12일
- 연도: 812년, 기원전 812년